# York Cottage
York Cottage é uma residência real pertencente à família real britânica no terreno da Sandringham House em Norfolk, Inglaterra. Às vezes é referida como Casa de Solteiro e foi construída como uma excedente para a habitação principal.

## História
O exato ano de construção da York Cottage não foi documentado, no entanto, em 1893, a residência foi dada pelo futuro Eduardo VII, então Príncipe de Gales, a seu filho, o futuro Jorge V, então Duque de Iorque, como presente após seu casamento com Maria de Teck, sendo onde o jovem casal passou a sua lua de mel.
A residência era considerada pequena e mal construída, sendo mobiliada pelo próprio Duque de Iorque com móveis comprados na Maple & Co, não sendo grandiosa o suficiente para abrigar os seis filhos que o casal teve, mesmo com os seus cinco mais novos tendo nascido lá. Ainda assim, diz-se que Jorge amava a casa, que dizem se assemelhar a "três felizes pubs ingleses juntos", e até mesmo após a sua ascensão ao trono britânico com a morte de seu pai, ele continuou preferindo o pequeno chalé, deixando a grandiosa Sandringham House para a sua mãe, a rainha Alexandra, até a morte dela em 1925.

Lady Donaldson notou sobre o chalé:
Muito grande e cheio de lacaios para não ser digno de nota em Surbiton ou Upper Norwood, York Cottage em seu próprio contexto é um monumento à excentricidade da família que morava lá.
Havia sido habitada anteriormente pelo príncipe Alberto Vítor, o filho mais novo do rei Eduardo VII, até sua morte por gripe em 1892.